# Зубков Іван Іванович
Іва́н Іва́нович Зубко́в (1 листопада 1973, Деражня — 20 січня 2015, Донецьк, Україна) — український військовослужбовець, старший лейтенант Збройних Сил України. Герой України (10.06.2015). Один із «кіборгів».

## Біографія
Народився 1 листопада 1973 року в місті Деражня Хмельницької області. До 1987 року навчався в місцевій середній школі № 2, у 1991 році закінчив загальноосвітню школу № 3.
З 1991 року в Збройних Силах СРСР/України. У 1991 році вступив до Львівського вищого військово-політичного училища. Після його ліквідації продовжив навчання в Київському вищому військово-морському училищі, яке закінчив у 1995 році.
У 1995—1998 роках проходив службу в 19-й ракетній дивізії (нині — 19-та ракетна бригада «Свята Варвара»; військова частина 33874, місто Хмельницький). У 1998 році звільнений у запас Збройних Сил України.
Після звільнення з військової служби певний час працював комерційним директором одного з підприємств міста Хмельницького, потім — приватним підприємцем.
Взимку 2013—2014 років перебував на Майдані Незалежності у місті Києві, де був активним учасником Революції гідності.
У серпні 2014 року як доброволець мобілізований до лав Збройних Сил України. Служив у 90-му окремому аеромобільному батальйоні.
Командир роти вогневої підтримки Іван Зубков у січні 2015 року брав участь у деблокуванні підрозділів, що боронили Донецький аеропорт. Під час одного з боїв він викликав вогонь артилерії на себе, прикривши відхід підрозділу. 20 січня 2015 року востаннє виходив на зв'язок і повідомив, що лежить під завалами. Старший лейтенант загинув унаслідок підриву бойовиками другого поверху нового термінала.
Упізнаний побратимом Олександром і за результатами експертизи ДНК.
1 травня 2015 року в Деражні відбувся чин похорону Героя Івана Зубкова (псевдо «Краб»). Понад п'ять тисяч людей прийшли, щоб провести його в останню дорогу.
30 грудня 2015 року Президент України Петро Порошенко, ураховуючи особливі заслуги перед Батьківщиною Івана Зубкова та зважаючи на зразкове виконання поставлених завдань особовим складом, своїм указом постановив присвоїти ім'я Героя України старшого лейтенанта Івана Зубкова 90 окремому аеромобільному батальйону 81 окремої аеромобільної бригади високомобільних десантних військ Збройних Сил України.

## Нагороди та вшанування
- Указом Президента України № 318/2015 від 9 червня 2015 року, «за виняткову мужність, героїзм і самопожертву, виявлені у захисті державного суверенітету та територіальної цілісності Української держави, вірність військовій присязі», присвоєно звання Герой України з удостоєнням ордена «Золота Зірка» (посмертно)[2].
- Нагороджений нагрудним знаком «За оборону Донецького аеропорту» (посмертно).
- Нагороджений медаллю УПЦ КП «За жертовність і любов до України» (посмертно)[3].
- Указом № 19 від 1 жовтня 2016 р. нагороджений відзнакою «Народний Герой України» (посмертно)[4].
- Рішенням дев'ятої сесії Хмельницької міської ради № 3 від 26 жовтня 2016 року присвоєно звання «Почесний громадянин міста Хмельницького» (посмертно)[5].
- Рішенням Деражнянської міської ради від 22 червня 2015 року присвоєно звання «Почесний громадянин міста Деражні»[6].
- Рішенням Летичівської селищної ради від 20 серпня 2015 року присвоєно звання «Почесний громадянин смт Летичів».
- В березні 2016 року на фасаді Деражнянського НВК ЗОШ № 2 встановлено меморіальні дошки колишнім учням, які загинули під час виконання службового обов'язку в зоні бойових дій — Ігорю Гейсуну, Євгену Андріюку, Віталію Каракулі та Івану Зубкову.
- В Летичеві та Деражні існують вулиці Івана Зубкова.
- Указом Президента України № 729/201 90-му аеромобільному батальйону 81 окремої аеромобільної бригади була присвоєна назва «90 окремий батальйон імені Героя України старшого лейтенанта Івана Зубкова»
- Вшановується в меморіальному комплексі «Зала пам'яті», в щоденному ранковому церемоніалі 20 січня[7][8].
- 9 червня 2023 року на фасаді головного корпусу Національного університету «Києво-Могилянська академія» урочисто відкрито меморіальну дошку Івану Зубкову[9]